# Ministère fédéral de la Justice (Autriche)
Pour les articles homonymes, voir Ministère fédéral de l'Intérieur.
Le ministère fédéral de la Justice (en allemand : Bundesministerium für Justiz, BMJ) est le département ministériel chargé du droit, des juridictions et du ministère public au niveau fédéral en Autriche.
Il est dirigé depuis le 7 janvier 2020 par l'indépendante Anna Sporrer.

## Compétences
Le ministère fédéral de la Justice est compétent en matière de droit privé, principalement le droit civil, des affaires, d'auteur, des assurances et de la concurrence, de droit pénal, de droit des médias, de juridictions pénales et civiles, de ministère public, d'exécution des décisions de justice, d'emprisonnement, de faillites, et de réglementation des professions juridiques telles que les avocats et les notaires.

## Organisation
Le ministère s'organise entre les sections suivantes : 
- Section I : Droit civil (Zivilrecht) ;
- Section II : Direction générale du Système pénal et l'Exécution des mesures privatives de liberté (Generaldirektion für den Strafvollzug und den Vollzug freiheitsentziehender Maßnahmen) ;
- Section III : Présidence (Präsidialsektion) ;
- Section IV : Droit pénal (Strafrecht).

## Histoire
Le premier ministère autrichien de la Justice naît en 1848, en même temps que la Cour suprême. Les deux sont en effet issus de l’Obersten Justizstelle, un organisme qui jouait à la fois le rôle d'une juridiction et édictait des lois judiciaires, à l'instar du Code civil autrichien de 1812.
Le ministère de la Justice est fusionné avec les ministères de l'Intérieur et de l'Enseignement au sein du « ministère d'État » en 1860, mais il est rétabli sept ans plus tard dans la partie autrichienne de l'empire d'Autriche-Hongrie. En 1918, l'office d'État pour la Justice apparaît en Autriche, désormais indépendante. Il se transforme en ministère fédéral de la Justice en 1920, à la suite de l'entrée en vigueur de la loi constitutionnelle fédérale. Dirigé de 1923 à 1927 par le vice-chancelier, le ministère est absorbé par celui du Reich à la Justice lorsque l'Autriche est annexée par l'Allemagne, en 1938.
Après la Seconde Guerre mondiale, un office d'État pour la Justice est établi en 1945. Il redevient peu de temps après le « ministère fédéral de la Justice » avec la remise en vigueur de la loi constitutionnelle fédérale. Il conserve ce nom sans discontinuer, sauf entre décembre 2017 et janvier 2020 où il est rebaptisé « ministère fédéral de la Constitution, des Réformes, de la Déréglementation et de la Justice ».

## Titulaires depuis 1945
| Nom | Nom                      | Dates du mandat | Dates du mandat | Parti                       | Gouvernement(s)                        |
| --- | ------------------------ | --------------- | --------------- | --------------------------- | -------------------------------------- |
|     | Josef Gerö               | 27/04/1945      | 11/10/1949      | Ind.                        | Renner Figl I                          |
|     | Otto Tschadek            | 08/11/1949      | 16/09/1952      | SPÖ                         | Figl II                                |
|     | Josef Gerö               | 16/09/1952      | 28/12/1954      | Ind.                        | Figl II et III Raab I                  |
|     | Hans Kapfer              | 28/12/1954      | 14/05/1956      | Ind.                        | Raab I                                 |
|     | Otto Tschadek            | 29/06/1956      | 23/06/1960      | SPÖ                         | Raab II et III                         |
|     | Christian Broda          | 23/06/1960      | 25/10/1965      | SPÖ                         | Raab III et IV Gorbach I et II Klaus I |
|     | Hans Klecatsky           | 19/04/1966      | 03/03/1970      | Ind.                        | Klaus II                               |
|     | Christian Broda          | 21/04/1970      | 24/05/1983      | SPÖ                         | Kreisky I, II, III et IV               |
|     | Harald Ofner             | 24/05/1983      | 25/11/1986      | FPÖ                         | Sinowatz Vranitzky I                   |
|     | Egmont Foregger          | 21/01/1987      | 09/10/1990      | Ind.                        | Vranitzky II                           |
|     | Nikolaus Michalek        | 17/12/1990      | 04/02/2000      | Ind.                        | Vranitzky III, IV et V Klima           |
|     | Michael Krüger           | 04/02/2000      | 02/03/2000      | FPÖ                         | Schüssel I                             |
|     | Dieter Böhmdorfer        | 02/03/2000      | 24/06/2004      | FPÖ                         | Schüssel I et II                       |
|     | Karin Gastinger          | 24/06/2004      | 11/01/2007      | FPÖ BZÖ (2005) Aucun (2006) | Schüssel II                            |
|     | Maria Berger             | 11/01/2007      | 02/12/2008      | SPÖ                         | Gusenbauer                             |
|     | Intérim de Johannes Hahn | 02/12/2008      | 15/01/2009      | ÖVP                         | Faymann I                              |
|     | Claudia Bandion-Ortner   | 15/01/2009      | 21/04/2011      | Ind.                        | Faymann I                              |
|     | Beatrix Karl             | 21/04/2011      | 16/12/2013      | ÖVP                         | Faymann I                              |
|     | Wolfgang Brandstetter    | 16/12/2013      | 18/12/2017      | Ind.                        | Faymann II Kern                        |
|     | Josef Moser              | 18/12/2017      | 03/06/2019      | Ind.                        | Kurz I                                 |
|     | Clemens Jabloner         | 03/06/2019      | 07/01/2020      | Ind.                        | Bierlein                               |
|     | Alma Zadić               | 07/01/2020      | 03/03/2025      | Grünen                      | Kurz II Schallenberg Nehammer          |
|     | Anna Sporrer             | 03/03/2025      | En fonction     | Ind.                        | Stocker                                |